# Skulte (paroisse)
Skulteest un village de la municipalité de Limbaži de Lettonie.

## Description
Situé à 37 km du centre de Limbaži et à 53 km de Rīga, Skulte a une école primaire, un bureau de poste,  une Église luthérienne et la gare sur la ligne Riga-Skulte.